# 薩米利夫卡 (希里亞葉韋區)
47°23′40″N 30°1′14″E / 47.39444°N 30.02056°E
薩米利夫卡（烏克蘭語：Самійлівка）是位於烏克蘭西南部的村莊，由敖德萨州贝雷济夫卡区的喬霍達里夫卡市鎮負責管轄。該村始建於1897年，面積0.47平方公里，海拔高度77米，2001年人口113，人口密度每平方公里240.43人。